# Paracassidinopsis perlata
Paracassidinopsis perlata là một loài chân đều trong họ Sphaeromatidae. Loài này được Roman miêu tả khoa học năm 1974.